# Харрисон, Билли
Уи́льям Ю́арт Ха́ррисон (англ. William Ewart Harrison; 27 декабря 1886 — август 1948), также известный как Би́лли Ха́ррисон (англ. Billy Harrison) — английский футболист, выступавший на позиции правого крайнего нападающего.

## Биография
В начале карьеры играл в любительских командах «Хоф Юнайтед», «Кру Саут Энд» и «Уилластон Уайт Стар». C 1905 по 1907 годы выступал за клуб «Кру Александра». Летом 1907 года перешёл в клуб Второго дивизиона «Вулверхэмптон Уондерерс» за 400 фунтов. В своём первом сезоне в составе «волков» выиграл Кубок Англии, забив красивый гол после сольного прохода в финальном матче против «Ньюкасл Юнайтед». Также в день финального матча жена Билли Хендерсона родила тройню. Харрисон был любимцем болельщиков «Вулверхэмптона», обладая отличным контролем мяча, дриблингом и умением обыгрывать соперников по своему флангу.
Во время войны Хендерсон выступал за «Сток Сити» в качестве гостевого игрока. В сезоне 1915/17 провёл за «Сток» 7 матчей, в сезоне 1916/17 — 31 матч, в сезоне 1917/18 — 33 матча и в сезоне 1918/19 — 28 матчей. В общей сложности забил за это время 17 мячей в военном турнире Ланкашира (однако эти матчи и голы считаются неофициальными).
После войны вернулся в «Вулверхэмптон», отыграв за клуб ещё два сезона. В общей сложности провёл за «волков» 345 матчей и забил 49 мячей.
В октябре 1920 года 33-летний Хендерсон перешёл в «Манчестер Юнайтед», выступавший в Первом дивизионе. Выступал за «Юнайтед» на протяжении двух сезонов, сыграв за это время 46 матчей и забив 5 мячей.
В сентябре 1922 года перешёл в клуб Второго дивизиона «Порт Вейл». Провёл в нём один сезон. В июне 1923 года был продан в валлийский клуб «Рексем» за 300 фунтов. В 1924 году завершил карьеру в возрасте 38 лет.
После завершения футбольной карьеры был владельцем паба в Теттенхолле, Вулвергемптон. Был женат, у него было 10 детей.
Умер в августе 1948 года в возрасте 61 года.
В 2010 году Билли Харрисон был включён в Зал славы «Вулверхэмптон Уондерерс».

## Статистика выступлений
| Клуб                    | Сезон            | Дивизион                 | Лига | Лига | Кубок Англии | Кубок Англии | Итого | Итого |
| Клуб                    | Сезон            | Дивизион                 | Игры | Голы | Игры         | Голы         | Игры  | Голы  |
| ----------------------- | ---------------- | ------------------------ | ---- | ---- | ------------ | ------------ | ----- | ----- |
| Вулверхэмптон Уондерерс | 1907/08          | Второй дивизион          | 31   | 4    | 7            | 2            | 38    | 6     |
| Вулверхэмптон Уондерерс | 1908/09          | Второй дивизион          | 35   | 3    | 2            | 0            | 37    | 3     |
| Вулверхэмптон Уондерерс | 1909/10          | Второй дивизион          | 35   | 7    | 2            | 1            | 37    | 8     |
| Вулверхэмптон Уондерерс | 1910/11          | Второй дивизион          | 33   | 9    | 3            | 0            | 36    | 9     |
| Вулверхэмптон Уондерерс | 1911/12          | Второй дивизион          | 38   | 6    | 4            | 1            | 42    | 7     |
| Вулверхэмптон Уондерерс | 1912/13          | Второй дивизион          | 34   | 3    | 2            | 0            | 36    | 3     |
| Вулверхэмптон Уондерерс | 1913/14          | Второй дивизион          | 35   | 6    | 3            | 0            | 38    | 6     |
| Вулверхэмптон Уондерерс | 1914/15          | Второй дивизион          | 35   | 1    | 2            | 1            | 37    | 2     |
| Вулверхэмптон Уондерерс | 1919/20          | Второй дивизион          | 31   | 3    | 3            | 1            | 34    | 4     |
| Вулверхэмптон Уондерерс | 1920/21          | Второй дивизион          | 10   | 1    | 0            | 0            | 10    | 1     |
| Вулверхэмптон Уондерерс | Итого            | Итого                    | 317  | 43   | 28           | 6            | 345   | 49    |
| Манчестер Юнайтед       | 1920/21          | Первый дивизион          | 23   | 3    | 2            | 0            | 25    | 3     |
| Манчестер Юнайтед       | 1921/22          | Первый дивизион          | 21   | 2    | 0            | 0            | 21    | 2     |
| Манчестер Юнайтед       | Итого            | Итого                    | 44   | 5    | 2            | 0            | 46    | 5     |
| Порт Вейл               | 1922/23          | Второй дивизион          | 22   | 2    | 0            | 0            | 22    | 2     |
| Рексем                  | 1923/24          | Третий северный дивизион | 29   | 0    | 2            | 0            | 31    | 0     |
| Всего за карьеру        | Всего за карьеру | Всего за карьеру         | 412  | 50   | 32           | 6            | 144   | 56    |

## Достижения
Вулверхэмптон Уондерерс
- Обладатель Кубка Англии: 1908